# قناة المعالي
المعالي قناة كويتية إسلامية تحمل شعار (أمة إيجابية)، تأسست في 2009، تعمل على تقديم باقة متكاملة من البرامج بصبغة كويتية تحظى باهتمام المشاهد الكويتي خصوصًا والمشاهد المسلم والعربي عمومًا.

## أهداف القناة
- الدعوة إلى كتاب الله وسنة رسوله صلى الله عليه وسلم ومنهج السلف الصالح مع العناية بمسائل التوحيد والإتباع ونشر العلم الشرعي القائم على ذلك.
- الدعوة لتعاون المسلمين على البر والتقوى واعتصامهم بالكتاب والسنة وتحذيرهم من البدع والمحدثات في الدين على اختلاف أنواعها.
- الاهتمام ببناء الأسرة المسلمة لتكون عنصراً فاعلاً في المجتمع.
- إبراز الأثر الفاعل والإيجابي للعمل الخيري الكويتي داخل الكويت وخارجها.
- الدعوة للوسطية والتصدي لظاهرة الغلو والتشدد، والمساهمة الإيجابية في إيجاد الحلول الشرعية الناجحة للحد من تنامي هذه الظاهرة.
- إظهار الصورة الإيجابية للمجتمع والإسهام في معالجة المشكلات التي تواجه المجتمع في مختلف مناحي الحياة.
- تعزيز التفاعل الإيجابي مع قضايا المسلمين في كل أنحاء العالم مع الدفاع عن حقوق الأقليات الإسلامية وإبراز مشكلاتهم.
- الاهتمام بالعلوم المعاصرة والمشاركة الفاعلة في استيعابها وتطويرها وإبراز قضايا العلوم التكنولوجية الحديثة.

## من برامج القناة
- للنساء فقط.. حوار مع الشيخ محمد الحمود النجدي
- عبادة قلب.. تقديم الشيخ خالد قزار
- روائع الحكم.. تقديم الشيخ خالد شجاع العتيبي
- كلمات في العقيدة.. تقديم الشيخ د. أمير الحداد
- علاقة حب.. تقديم الشيخ عدنان عبد القادر
- حلالاً طيباً.. تقديم الشيخ د. محمد الفزيع
- لافتات أسرية.. تقديم الشيخ راشد العليمي
- حقائق مقدسية.. تقديم الأخ عيسى قدومي
- حياة الدعاة.. تقديم الأخ مبارك الدوسري
- أئمة الهدى.. تقديم الشيخ فيصل قزار
- قضايا اجتماعية.. تقديم الشيخ أحمد الكوس

## روابط خارجية
- الموقع الرسمي
- البث المباشر